# Wayne Anderson (homme politique)
Wayne Anderson (né en 1953) est un homme politique canadien, il est élu à l'Assemblée législative de l'Alberta lors de l'élection provinciale de 2015. Il représente la circonscription de Highwood en tant qu'un membre du Parti Wildrose.